# Aldrovani Menon
Aldrovani Menon (sinh ngày 30 tháng 7 năm 1972) là một cầu thủ bóng đá người Brasil.

## Sự nghiệp câu lạc bộ
Aldrovani Menon đã từng chơi cho Yokohama Flügels.

## Thống kê câu lạc bộ

### J.League
| Đội              | Năm       | J.League | J.League | J.League Cup | J.League Cup | Tổng cộng | Tổng cộng |
| Đội              | Năm       | Trận     | Bàn      | Trận         | Bàn          | Trận      | Bàn       |
| ---------------- | --------- | -------- | -------- | ------------ | ------------ | --------- | --------- |
| Yokohama Flügels | 1993      | 15       | 5        | 3            | 2            | 18        | 7         |
| Yokohama Flügels | 1994      | 6        | 2        | 1            | 0            | 7         | 2         |
| Tổng cộng        | Tổng cộng | 21       | 7        | 4            | 2            | 25        | 9         |